# Phyllophorus granulatus
Phyllophorus granulatus is een zeekomkommer uit de familie Phyllophoridae.
De wetenschappelijke naam van de soort werd in 1840 gepubliceerd door Adolph Eduard Grube.